# Liste der Monuments historiques in Kerien
Die Liste der Monuments historiques in Kerien führt die Monuments historiques in der französischen Gemeinde Kerien auf.

## Liste der Bauwerke
| Bezeichnung           | Beschreibung    | Standort | Kennzeichnung | Schutzstatus | Datum | Bild           |
| --------------------- | --------------- | -------- | ------------- | ------------ | ----- | -------------- |
| Calvaire von Kerligan | 16. Jahrhundert | (Lage)   | PA00089215    | Inscrit      | 1964  | weitere Bilder |

## Liste der Objekte

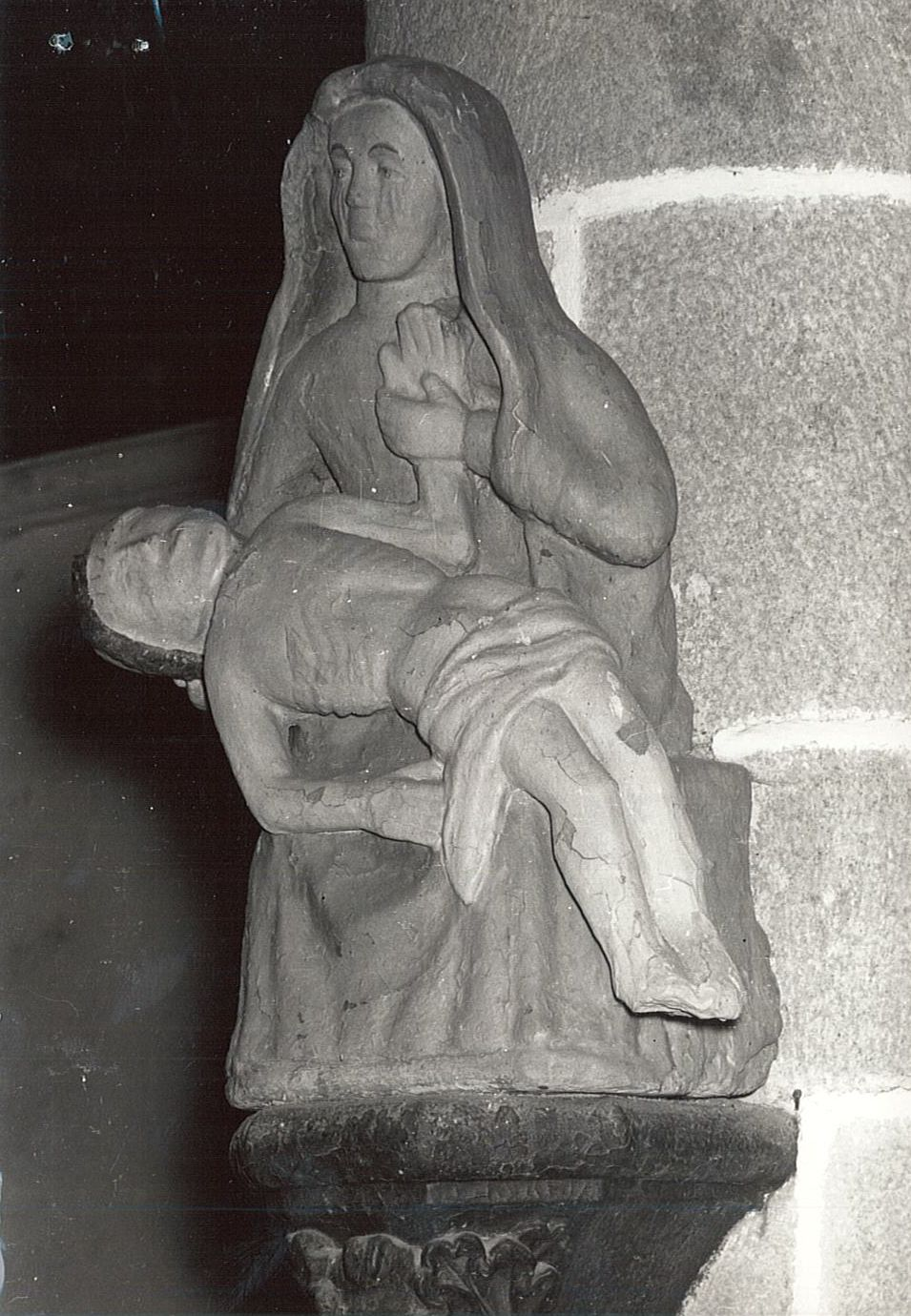
Pietà aus dem 17. Jahrhundert in der Kirche St-Pierre

- Monuments historiques (Objekte) in Kerien in der Base Palissy des französischen Kultusministeriums